# Geir H. Haarde
Geir Hilmar Haarde (8 de abril de 1951) es un político islandés que fue el primer ministro de Islandia y presidente del Partido de la Independencia (Islandia). Geir se desempeñó como primer ministro desde el 15 de junio de 2006 después de la renuncia de Halldór Ásgrímsson  hasta su renuncia el día 23 de enero de 2009.

## Biografía
Geir nació en Reikiavik (capital de Islandia), hijo de padre noruego y madre islandesa. Recibió su licenciatura en los Estados Unidos en la Universidad de Brandeis.
Antes de entrar en el parlamento islandés, Geir trabajó como ayudante especial del Ministro de Hacienda de Islandia. Ha sido miembro del parlamento de Islandia desde 1987. Fue ministro de Hacienda de Islandia entre abril de 1998 y septiembre de 2005 y también fue Ministro de Asuntos Exteriores entre septiembre de 2005 y  junio de 2006. Fue elegido presidente del Partido de la Independencia en octubre de 2005, sucediendo a Davíð Oddsson.
El 23 de enero de 2009, presionado por la profunda crisis económica y política del país, Geir anunció que debido a razones de salud dimitiría como portavoz del Partido de la Independencia en el siguiente congreso del partido y que no se presentaría a las siguientes elecciones generales, previstas para primavera.
El 31 de enero de 2009 dejó finalmente el gobierno a manos de una coalición en minoría de la Alianza Socialdemócrata y el Movimiento de Izquierdas-Verde, con Jóhanna Sigurðardóttir como primera ministra. Según informa la agencia EFE, el Parlamento de su País ha aprobado iniciar acciones legales contra él (28 de septiembre de 2010)
En septiembre de 2011 fue juzgado por llevar a su país a la quiebra declarándose inocente ante el tribunal. Fue absuelto de tres de los cuatro cargos a los que se enfrentaba, siendo declarado culpable de violar su obligación de convocar reuniones con los ministros para analizar la grave situación a la que se enfrentaba el país en esos momentos. El 1 de enero de 2015 fue nombrado embajador en Estados Unidos.
En 2016 fue nombrado Embajador de Islandia en Argentina.